# Чейва, Милка
Милка Чемос Чейва (англ. Milcah Chemos Cheywa, род. 24 февраля 1986 года) — кенийская легкоатлетка, которая специализируется в беге на 3000 метров с препятствиями.
Родилась в небольшой деревушке Бугаа, провинция Рифт-Валли. Профессиональную спортивную карьеру начала в 2009 году. Первым крупным успехом стала бронзовая медаль на чемпионате мира в Берлине. Серебряный призёр всемирного легкоатлетического финала 2009 года. В 2010 году выиграла чемпионат Африки и игры Содружества, а также победила на этапе Бриллиантовой лиги — Golden Gala. Завоевала золотую медаль на чемпионате мира 2013 года в Москве.
В 2011 году стала победительницей двух этапов Бриллиантовой лиги — Golden Gala и Athletissima. По итогам года она стала общей победительницей лиги. На мировом первенстве в Тэгу завоевала бронзовую медаль, показав результат 9.17,16. Победительница Бриллиантовой лиги 2013 года.

## Личная жизнь
Замужем за Алексом Сангом, который также является бегуном. У них растёт дочь, которой сейчас 8 лет (2014 год).